# Silvana Armenulić
Zilha Bajraktarević (în sârbă Зилха Бајрактаревић; n. 18 mai 1939, Doboj, Republika Srpska, Bosnia și Herțegovina – d. 10 octombrie 1976, Kolari⁠(d), RS Serbia, RSF Iugoslavia), cunoscută profesional ca Silvana Armenulić (în sârbă Силвана Арменулић, pronunțat [silvǎːna armɛ̌nulit͡ɕ]), a fost o cântăreață și actriță iugoslavă din Bosnia și Herțegovina. A fost unul dintre cei mai de seamă cântăreți comerciali de muzică populară și ai tradiționalei sevdalinka din Republica Socialistă Federativă Iugoslavia. Ea a fost supranumită „regina [muzicii] sevdalinka”. Viața ei a fost întreruptă brusc când a murit într-un accident de mașină la vârsta de 37 de ani, dar muzica sa continuă să fie bine primită în regiune și este recunoscută pentru stilul și vocea sa unică de canto. Cântecul său „Šta će mi život”, scris de contemporanul și prietenul ei Toma Zdravković, este unul dintre cele mai vândute single-uri din fosta Iugoslavie.
Două dintre surorile sale au fost de asemenea cântărețe profesioniste: Mirjana Bajraktarević și Dina Bajraktarević (prima decedată în același accident din 1976).

## Viață

### 1939–1955: Viața timpurie, familia și interesul pentru muzică
Născută ca Zilha Bajraktarević în Doboj, Bosnia și Herțegovina, a fost a treia din cei treisprezece copii dintr-o familie musulmană bosniacă. Tatăl ei a fost Mehmed Bajraktarević (1909-1966), proprietarul un magazin de prăjituri, iar mama ei a fost Hajrija (1916-2008).   Numele ei de familie are origini în Imperiul Otoman; bajrak este cuvântul turc pentru steag. Zilha a supraviețuit unui atac de difterie, când era copil, la scurt timp după cel de-Al Doilea Război Mondial.
Zilha a avut un frate pe nume Hajrudin care a murit la aproximativ două săptămâni după ce a fost atacat de un câine în anii 1940. După moartea fratelui ei, tatăl ei Mehmed și-a găsit alinare în alcool și singurătate, neglijând familia și afacerile sale. După închiderea magazinului cu prăjituri al tatălui ei, familia a suferit foarte mult. Unele dintre cele mai vechi amintiri ale sale au fost absența tatălui ei și al doilea război mondial, atunci când mama Hajrija și copiii s-au ascuns în subsol de trupele Ustașa. Familia de treisprezece copii a inclus surorile sale Mirsada Bajraktarević (Mirjana), Hajrudina (Dina), Abida și Ševka și frații săi Hajrudin, Muhamed, Izudin, Abudin și Ismet. Fiul surorii sale Ševka, Sabahudin Bilalović (1960 – 2003), a fost un jucător de baschet profesionist, care a murit la 43 de ani, în urma unui atac de cord pe plajă, în timp ce înota cu fiul său. Zece ani mai târziu, Ševka și soțul ei Lutvo au murit amândoi din cauze naturale în septembrie 2013, la doar câteva zile diferență.
Bajraktarević a început să cânte de la o vârstă fragedă și, ulterior, ea va spune că a moștenit vocea de la tatăl ei, care era o fire mai boemă. Când era copil, ea i-a cântat în timp ce stătea în brațele sale. Dar când s-a hotărât să urmeze o carieră de cântăreață profesionistă, tatăl ei nu a sprijinit-o. Apoi, într-o zi, după ce a venit acasă, după o noapte de băut, s-a agățat de el și el i-a spus "Du-te! Dacă vrei să fii cântăreață, du-te". În 1947, a fost înscrisă la școala elementară, unde a învățat să cânte la mandolină, care a fost un cadou din partea părinților. După aceea, a cântat la mandolină și a cântat din ce în ce mai mult, dar notele ei la școală au continuat să scadă. În momentul în care a ajuns în clasa a opta, n-a mai interesat-o școala și ea și-a făcut un nume pe plan local ca o proeminentă cântăreață de kafana (bar).

### 1959–1968: Căsătoria și relațiile
Bajraktarević și-a cunoscut soțul, tenismenul Radmilo Armenulić, în 1959, când cânta la Marele Cazinou din Belgrad. S-au căsătorit doi ani mai târziu, pe 26 octombrie 1961, iar fiica lor Gordana s-a născut la 13 ianuarie 1965.  După șapte ani de căsătorie, Radmilo ar fi înșelat-o pe Silvana cu prietena ei, cântăreața Lepa Lukić. După aceea, ea a înregistrat o melodie numită "Sedam godina ljubavi" (Șapte ani de dragoste). S-a crezut că Silvana și Radmilo au divorțat, dar după mai mulți ani, Radmilo a dezvăluit în timpul unui proces cu soacra sa că s-au separat, dar au rămas căsătoriți legal până la moartea ei.
Silvana era bosniacă și soțul ei, Radmilo, era sârb, prin urmare au avut o căsătorie mixtă din punct de vedere etnic. Mama lui Radmilo, Gordana a dezaprobat căsătoria, la fel ca și tatăl Silvanei, Mehmed, care a refuzat chiar să vorbească cu fiica sa. De fapt, Silvana nu a mai avut voie să intre în casa sa până la moartea lui Mehmed în 1965, când s-a întors la Doboj pentru înmormântarea tatălui său.
După încheierea căsătoriei sale, mulți bărbați au încercat să aibă o relație cu ea, inclusiv politicienii Stane Dolanc și Branko Pešić.

## Carieră

### Începutul carierei
Cândva în anul 1953, Aca Stepić a auzit-o pe tânăra Zilha cântând într-o kafana din Doboj și a fost o voce pe care nu a uitat-o. S-au cunoscut din nou șase ani mai târziu, în 1959, la Hotelul Bristol din Belgrad, după ce a început să cânte profesional. Cânta cu orchestra lui Jovica Marinović, iar cântărețul și toboșar era Predrag Gojković-Cune. După aceea, a început să cânte cu Aca Stepić în Marele Cazinou din Belgrad, unde l-a cunoscut pe viitorul ei soț, Radmilo.
Silvana s-a mutat la Sarajevo la șaisprezece ani în 1954, unde locuia cu mătușa ei și cânta în barurile locale pentru bani. Într-o noapte, Silvana, care încă mai cânta ca Zilha, l-a întâlnit pe acordeonistul Ismet Alajbegović Šerbo în suburbia Ilidža din Sarajevo. Încântat de vocea ei, a vrut să facă parte din orchestra sa, dar fata era minoră și avea nevoie de permisiunea părinților. Desigur, ei și-au dat consimțământul și Šerbo i-a promis că va avea mâncare, un loc unde să stea și un salariu de 20.000 de dinari lunar. Astfel, ea a intrat în lumea profesională a showbiz-ului. 
Într-o noapte rece în Leskovac, în primăvara anului 1958, Silvana se plimba printr-un parc înainte de o reprezentație în grădina unui restaurant numit Hisar, când a văzut un tânăr care dormea pe o bancă. Era Toma Zdravković. Ea s-a apropiat de el, l-a trezit, s-a așezat și a început o conversație. Ea l-a întrebat „De unde ești? Ce faci?”. El i-a spus că este dintr-un sat și că a venit în oraș în căutarea unui loc de muncă. Nu a putut găsi un loc de muncă și n-a mai avut bani pentru a se întoarce acasă. Silvana a dorit să-l ajute. Ea l-a adus la spectacolul ei, dându-i chiar microfonul să cânte, la un moment dat. 
Când l-a auzit pe Toma cântând, ea a fost uimită, potrivit afirmațiilor jurnalistului cultural Aleksandar Gajović din lucrarea sa Za društvo u ćošku. Ea l-a implorat pe administratorul hotelului să-l ajute pe Toma să-și găsească un loc de muncă. Toma a început să cânte cu ea, iar mai târziu ea i-a obținut propriul contract de înregistrări și el a început să înregistreze și să facă turnee pe cont propriu. Cei doi au devenit legende ale fostei Iugoslavii. 

### Nume de scena
În cele din urmă s-a mutat la Belgrad, capitala Iugoslaviei, pentru a-și continua cariera de cântăreață. Acolo a adoptat numele de scenă Silvana după actrița italiană Silvana Mangano. Când era tânără, prietenii ei au sunat-o în glumă după ce au vizionat filmul Orez amar, pentru a-i spune că seamănă foarte mult cu actrița. Pentru Silvana a fost ca o apărare psihologică împotriva lumii reale, posibilitatea ca, cel puțin pentru moment, să se poată transforma în Silvana Mangano, al cărui film nu l-a uitat niciodată. 

### 1965–1969: Primele înregistrări cu case de discuri și în televiziune
În timp ce se afla la Belgrad, Armenulić a avut frecvent spectacole în cartierul boem Skadarlija. În acest timp, i s-au oferit mai multe contracte de înregistrare de la casele de discuri iugoslave incredibil de competitive. Prima melodie pe care a înregistrat-o vreodată a fost sevdalinka bosniacă „Nad izvorom Vrba se nadvila“ , dar aceasta a fost lansată oficial abia în 1968 odată cu albumul ei Otiš'o si bez pozdrava (Ai plecat fără să spui la revedere), la trei ani de la lansarea primului ei album. După înregistrarea unei singure melodii pentru casa de discuri Diskos din Aleksandrovac, ea a fost invitată de casa de discuri PGP-RTB să înregistreze în duet, un format foarte popular în aceea perioadă. Armenulić a înregistrat albume de duet cu cântăreții Petar Tanasijević, Aleksandar Trandafilović, Slavko Perović și Dragan Živković în anii 1960. După ce ambele companii i-au publicat în mod competitiv înregistrările pentru o perioadă de timp, Armenulić s-a „săturat” să cânte în duete. Oportunitatea de a înregistra ca solistă a venit din partea casei de discuri Jugoton din Zagreb.
Cariera sa s-a dezvoltat rapid și a devenit una dintre cele mai mari vedete populare comerciale din Iugoslavia. Acest lucru a dus la concerte numeroase și bine mediatizate la nivelul întregii țări. Ea a apărut, de asemenea, în multe seriale de comedie TV populare, cum ar fi Ljubav na seoski način (Dragostea în mod rural) cu celebrul comic sârb Miodrag Petrović Čkalja și în filme populare ca de exemplu Građani sela Luga (Cetățenii satului Luga).

### 1969–1976:Šta će mi životșiLov na jelene
În 1969, ea și cântărețul Toma Zdravković au cântat în același grup, iar Zdravković a scris cel mai mare șlagăr al ei „Šta će mi život, bez tebe dragi” (în traducere liberă: „Nu vreau să trăiesc fără tine, dragul meu”).
Cântecul a devenit unul dintre cele mai mari hituri populare scrise vreodată în Iugoslavia, șlagărul a fost vândut în peste 300.000 de copii și i-a transformat pe Zdravković și pe Armenulić în superstaruri. Dar viața lui Armenulić s-a încheiat în mod ironic șapte ani mai târziu.
Într-un interviu din martie 1971 pentru ziarul Novosti, Armenulić nu a ascuns faptul că aceeași respingere și critică cu care s-a confruntat la începutul carierei, au continuat și în zilele sale de succes.
Ea a jucat în 1972 în filmul Lov na jelene alături de actorii Boris Dvornik, Ivo Serdar și Miha Baloh. Filmul a fost scris și regizat de Fadil Hadžić.
Într-un program de televiziune de Anul Nou de la Belgrad, în așteptarea anului 1972, regizorul Dejan Karaklajić a sugerat ca Silvana să se îmbrace în bikini și să sară într-o piscină pentru a semăna cu actrița hollywoodiană Esther Williams. Inițial a refuzat și nu i-a plăcut felul în care arăta corpul ei în costum de baie, dar a fost forțată să o facă, deoarece sponsorii au plătit 13 milioane de dinari. Ea a plâns și apoi a acceptat să apară în program, dar nu în costum de baie și a refuzat să înoate într-o piscină. Cascadoria ar fi stârnit furie în rândul fanilor ei, deoarece nu erau obișnuiți să o vadă în ipostaze sexi. De asemenea, ea a fost interzisă tot restul vieții de toate televiziunile iugoslave pentru că a refuzat să execute ordinele. 
De-a lungul anilor 1970 și până la moartea ei în 1976, a avut mai multe melodii de succes: „Rane moje” (în traducere liberă: Rănile mele), „Ciganine, sviraj sviraj” (Țigane, joacă, joacă), „Srce gori, jer te voli” (Inima mea arde, pentru că te iubește), „Grli me, ljubi me” (Îmbrățișează-mă, sărută-mă), „Ja nemam prava nikoga da volim” (Nu am voie să iubesc pe nimeni), „Srećo moja” (Fericirea mea), „Kišo, kišo tiho padaj” (Plouă, plouă liniștit) și „Život teče”.
Pe măsură ce a devenit și mai populară în Iugoslavia, a cântat deseori pentru președintele iugoslav Iosip Broz Tito și pentru soția acestuia, Jovanka Broz. Silvana a fost prietenă cu mulți politicieni comuniști, printre care Branko Mikulić, Hamdija Pozderac și Džemal Bijedić. În timpul unui interviu radiofonic la Sarajevo, în 1973, ea a declarat că este o admiratoare a colegului ei, cântărețul de sevdalinka Safet Isović, pe care l-a numit „dragă”.

## Moarte

### Înainte de moarte
În ultimii ani ai vieții, Armenulić a devenit din ce în ce mai obsedată de ideea de a-și afla propria soartă, atât de mult încât a studiat tot ce a putut despre astrologie, telepatie și a vorbit cu profeți autoproclamați. La începutul lunii august 1976, cu doar două luni înainte de moartea sa, a fost în turneu în Bulgaria și a decis să profite de ocazie pentru a se întâlni cu Baba Vanga. Întâlnirea a fost neplăcută. Vanga, care era oarbă, s-a așezat și s-a uitat pe o fereastră cu spatele la Silvana. Nu a vorbit. După mai mult timp, Vanga a vorbit în cele din urmă: „Nimic. Nu trebuie să plătești. Nu vreau să vorbesc cu tine. Nu acum. Du-te și revino în trei luni”. În timp ce Silvana s-a întors și se îndrepta spre ușă, Vanga a spus: „Așteaptă. De fapt, nu vei putea veni. Du-te, du-te. Dacă vei putea reveni în trei luni, așa să faci.” Silvana a văzut acest lucru ca o confirmare că va muri și a părăsit casa Babei Vanga în lacrimi.
După moartea Silvanei Armenulić, prietenii au spus că de multe ori ea era îngrijorată de soarta ei. În octombrie 1971, ea a fost implicată într-un accident de mașină care aproape că a omorât-o, accident care a seamănat irezistibil cu tragedia care i-a luat viața cinci ani mai târziu. La trei luni de la accidentul din 1975, ea a spus: „Sunt o mare pesimistă. Mi-e frică de viață. Viitorul... Ce se va întâmpla mâine? Mă tem că, pentru mine, s-ar putea să nu mai fie nici măcar ziua de mâine...”
Silvana Armenulić și sora ei mai mică, Mirsada Bajraktarević au fost la deschiderea restaurantului numit "Barul Lenin", la 9 octombrie 1976, cu o zi înainte de moartea lor. Întrucât interiorul restaurantului era menit să semene cu o peșteră, existau vârfuri sub formă de stalactite agățate de tavan. Silvana s-a lovit cu capul de unul dintre acestea când s-a ridicat de pe scaun, ceea ce i-a provocat uriașe dureri de cap restul acelei zile și în ziua următoare.

### Moartea și înmormântarea
Duminică, 10 octombrie 1976, în jurul orei 21:15 (ora de vară a Europei Centrale), Silvana a murit într-un accident de mașină în apropierea satului sârb Kolari din Smederevo împreună cu sora ei gravidă, de 25 de ani, Mirsada și cu violonistul/dirijorul orchestrei populare Radio Belgrad, Miodrag „Rade” Jašarević. Ei călătoreau cu un autoturism Ford Granada pe ruta Aleksandrovac spre Belgrad, după un concert. Silvana era la volan când au plecat la drum, dar cândva între plecarea lor și accident, Jašarević, în vârstă de 60 de ani, a preluat volanul.
Se presupunea că mașina lor circula cu 130 km/h, când a intrat pe contrasens la 60 de kilometri de autostrada Belgrad — Niš, ciocnindu-se de un camion FAP condus de Rastko Grujić, în vârstă de 52 de ani. Armenulić dormea pe scaunul din dreapta al pasagerului, iar sora ei mai mică dormea pe bancheta din spate.
Inițial, a fost anunțată la știri doar moartea lui Jašarević, deoarece emisiunile de televiziune au refuzat să o menționeze pe Silvana din cauza incidentului din 1972, în timpul acelei emisiuni în direct de Revelion, când i-a fost interzisă apariția la televiziune. Nu se cunoaște cauza exactă a accidentului, dar se crede că accidentul este direct legat de o problemă la sistemul de frânare. Despre autoturismul Ford Granada, în general, se cunoștea în epocă că prezenta „defecte structurale periculoase observate la mecanismul de control al direcției”. O notificare a fost trimisă tuturor clienților că modelele fabricate între septembrie 1975 și iunie 1976 au fost defecte. Proprietarii au fost sfătuiți să returneze mașinile. Nu se știe dacă Silvana a fost conștientă sau nu de această notificare și/sau dacă a ales să nu returneze mașina.
Între 30.000 și 50.000 de persoane au participat la înmormântarea lor, inclusiv cântăreții Lepa Lukić și Hašim Kučuk Hoki (Hoki a murit la fel, într-un accident de mașină aproape identic, la 26 noiembrie 2002). Ea și sora ei au fost îngropate una lângă alta în cimitirul Novo groblje.

### 1976–2017: După deces
Cântăreața Lepa Lukić a spus că i s-a propus și ei să concerteze în acea zi, dar a fost foarte obosită pentru prima dată în cariera sa, a adormit și nu a mai ajuns la concert; ea a declarat mai târziu că dacă ar fi plecat cu ei, și-ar fi pierdut și ea viața în acest accident. În 2013, Lepa a dezvăluit într-un interviu că nu a mai condus nicio mașină de la moartea surorilor, de teamă că le va împărtăși soarta. 
În timpul războiului din Bosnia din anii 1990, mama ei Hajrija și sora sa Dina au fugit din casa lor din Doboj, în Danemarca. În 2004, Hajrija (pe atunci de aproape 88 de ani) a intentat un proces împotriva fostului ginere al său și al fostului soț al Silvanei, Radmilo Armenulić, acuzația era că apartamentul cu șase dormitoare în care locuia cu a doua sa soție a sa, a aparținut familiei Bajraktarević. Ea a spus că Silvana a cumpărat apartamentul după ce a divorțat de Radmilo și a planificat să locuiască acolo cu fiica sa Gordana, dar la scurt timp după aceea și-a pierdut viața. Radmilo a comentat în presă că el era încă căsătorit legal cu Silvana până la moartea ei și a susținut că apartamentul a fost lăsat fiicei lor Gordana. După moartea Silvanei, Radmilo a primit custodia fetei în vârstă de doisprezece ani și, fiind tutorele legal al acesteia, deținea apartamentul.
Mama Silvanei Hajrija a trăit până la 90 de ani, murind în 2008. La cinci ani de la moartea mamei lor, sora cea mai mare a Silvanei, Ševka, a murit la 30 septembrie 2013 la Trebinje, la 79 de ani, lăsând-o pe Dina ultima supraviețuitoare a copiilor de sex feminin ai familiei Bajraktarević.
Într-un interviu din 2013, fostul ei soț, Radmilo, a declarat că încă îi vizitează mormântul și îi pune mereu flori proaspete. El a mai spus că și prietenul Silvanei, Predrag Živković Tozovac, îi vizitează frecvent mormântul.

### Moștenire
La 10 octombrie 2011, la cea de-a 35-a comemorare a morții sale, Exploziv, o emisiune de pe postul de televiziune sârb Prva Srpska Televizija, a inclus un segment de zece minute în care au fost intervievați unii dintre prietenii supraviețuitori ai familiei Armenulić și fiica ei, Gordana. Segmentul a inclus, de asemenea, o reconstituire istorică a accidentului auto.
Scriitoarea sârbă Dragan Marković a lansat o biografie despre viața sa intitulată Knjiga o Silvani (în traducere liberă: Cartea despre Silvana) la 9 decembrie 2011. Fiica Silvanei, Gordana, a fost printre persoanele intervievate pentru această carte.

## Discografie

### Albume și single-uri
| Piese | Lansare                    |
| --- | -------------------------- |
| Voljesmo se zlato moje cu Petar Tanasijević 1. Voljesmo se zlato moje 2. Karanfile cvijeće šareno 3. Otiš'o si dragi 4. U suzama svi su dani | noiembrie 1965             |
| Da li čuješ, dragi cu Kruna Janković 1. Da li čuješ, dragi 2. Povetarac jutros se pikrao 3. Noći tamna 4. Da li pamtiš, zlato moje | noiembrie 1965             |
| Bez tebe mi život pust i prazan 1. Bez tebe mi život pust i prazan 2. Zašto te nema da dođeš 3. Svake noći ja zaborav tražim 4. Zašto ode da mi srce pati | 21 iunie 1966              |
| Nisam više, nano, djevojčica 1. Nisam više, nano, djevojčica 2. Zašto sumnjaš, dragi 3. Zašto moraš ti da odeš 4. Zbog rastanka plaču oči | 5 octombrie 1966           |
| Nikom neću reći da te volim cu Petar Tanasijević 1. Nikom neću reći da te volim 2. Pitala me zvijezda sjajna 3. Ništa lijepše od prve ljubavi 4. Otiš'o si bez pozdrava | 10 octombrie 1966          |
| Volesmo se zlato moje cu Petar Tanasijević 1. Volesmo se zlato moje 2. Karanfile cvijeće šareno 3. Otiš'o si dragi 4. U suzama svi su dani | 1966                       |
| Djevojke smo sa Morave cu Petar Tanasijević 1. Djevojke smo sa Morave 2. Znaš li dušo 3. Da l' još, dragi, ljubav čuvaš 4. Svake noći tebe čekam | 10 noiembrie 1966          |
| Krčmarice, daj mi vina cu Slavko Perović 1. Krčmarice, daj mi vina 2. Kada smo se sreli prvi put 3. Katerina 4. Dođi, neznanko draga | 23 ianuarie 1967           |
| Kad jednom odem 1. Kad jednom odem 2. Najlijepša sam djevojčica bila 3. Za tebe pjevam ovu pjesmu 4. U večeri kad se dan smiruje | 14 februarie 1967          |
| Mujo šalje haber sa mjeseca cu Aleksandar Trandafilović 1. Mujo šalje haber sa mjeseca 2. Sejdefu majka buđaše 3. A što ti je, mila kćeri, jelek raskopčan 4. Ima dana kada ne znam šta da radim | 11 mai 1967                |
| Od djevojke ništa draže cu Dragan Živković 1. Od djevojke ništa draže 2. Što te nema moj jarane 3. Zaigraj kolo moje šareno 4. Djevojčice garava | 1967                       |
| Naj - najlijepši 1. Naj - najlijepši 2. Sama u svome bolu 3. Ne vjeruj u priče te 4. Tebe sam voljela | 17 iunie 1968              |
| Otiš'o si bez pozdrava 1. Otiš'o si bez pozdrava 2. Kad ja pođem niz sokak 3. Nad izvorom vrba se nadnela 4. Ljubavi, vrati se | 25 decembrie 1968          |
| Monja / Nad ozvorom vrba se nadnela cu The Montenegro Five 1. Monja (sung by The Montenegro Five) 2. Nad ozvorom vrba se nadnela (sung by Silvana Armenulić) | 1969                       |
| Daruj mi noć, daruj mi tren / Kap ljubavi 1. Daruj mi noć, daruj mi tren 2. Kap ljubavi | 21 iulie 1969              |
| Majko, oprosti mi 1. Majko, oprosti mi 2. Sumorna jesen 3. Dala sam ti mladost 4. Sedam godina ljubavi | 17 noiembrie 1969          |
| Šta će mi život 1. Šta će mi život 2. Kišo, kišo tiho padaj 3. Srećo moja 4. Ja nemam prava nikoga da volim | 6 august 1970              |
| Ostavite tugu moju / Život teče 1. Ostavite tugu moju 2. Život teče | 7 august 1970              |
| Ženidba i ljubav - Side A: Ženidba 1. Dijalog Paun - Milorad 2. Milorad i Silvana pjevaju u duetu kompoziciju iz špice 3. Dijalog Paun – Živka - Side B: Ljubav 1. Oj ljubavi, da te nije bilo 2. Duet Milorad - Silvana 3. Dijalog Živka – Milorad | 2 noiembrie 1970           |
| Život teče cu Arsen Dedić 1. Život teče (sung by Silvana Armenulić) 2. Sve bilo je muzika (sung by Arsen Dedić) | 4 noiembrie 1970           |
| Ja molim za ljubav / Rane moje 1. Ja molim za ljubav 2. Rane moje | 15 iunie 1971              |
| Majko oprosti 1. Majko oprosti 2. Najlijepša sam djevojčica bila 3. Srećo moja 4. Daruj mi noć, daruj mi tren 5. Otiš'o si bez pozdrava 6. Šta ce mi život 7. Nad izvorom vrba se nadnela 8. Kad ja pođem niz sokak 9. Ja nemam prava nikoga da volim 10. Ostavite tugu moju 11. Kad jednom odem 12. Život teče | 16 iunie 1971              |
| Jugo, moja Jugo / Kad se vratim u zavičaj 1. Jugo, moja Jugo 2. Kad se vratim u zavičaj | 27 septembrie 1971         |
| Grli me, ljubi me 1. Grli me, ljubi me 2. Vrati se, vrati se | 16 iunie 1972              |
| Srce gori, jer te voli 1. Srce gori, jer te voli 2. Živi život svoj | 12 septembrie 1972         |
| Željna sam rodnog doma / A što ćemo ljubav kriti 1. Željna sam rodnog doma 2. A što ćemo ljubav kriti | 6 iulie 1973               |
| Gdje si da si moj golube / Kad u jesen lišće žuti cu Predrag Gojković Cune 1. Gdje si da si moj golube 2. Kad u jesen lišće žuti | 6 iulie 1973               |
| Sama sam / Ciganine, sviraj sviraj 1. Sama sam 2. Ciganine, sviraj sviraj | 1 octombrie 1973           |
| Zaplakaće stara majka / Pamtiću uvijek tebe 1. Zaplakaće stara majka 2. Pamtiću uvijek tebe | 12 noiembrie 1974          |
| Da sam ptica 1. Da sam ptica 2. S' one strane Plive 3. Oj ljubavi, da te nije bilo 4. Rumena mi ruža procvala 5. Srce gori, jer te voli 6. Grli me, ljubi me 7. Pjesma rastanka 8. Idem kući a vec zora 9. Lazni snovi, vječna tuga 10. Zvuk gitare 11. Živi život svoj 12. Kapetan Leši | 10 decembrie 1974          |
| Dani naše mladosti 1. Dani naše mladosti 2. Bolujem ja, boluješ ti | 21 noiembrie 1975          |
| Dušo moja 1. Dušo moja 2. Godine su prošle, život želje mjenja | 4 iunie 1976               |
| Ludujem za tobom / Ne sjećaj se više mene 1. Ludujem za tobom 2. Ne sjećaj se više mene | 2 noiembrie 1976           |
| Golube, poleti 1. Golube, poleti 2. Nad izvorom vrba se nadnela 3. Zaplakaće stara majka 4. A što će mo ljubav kriti 5. Sama sam 6. Rane moje 7. Niz polje idu babo Sejmeni 8. Dušo moja 9. Ludujem za tobom 10. Srce gori, jer te voli | 7 decembrie 1976           |
| Sačuvali smo od zborava 1. Šta ce mi život 2. Majko, oprosti 3. Sama sam 4. Ostavite tugu moju 5. Rane moje 6. Grli me, ljubi me 7. Ciganine, sviraj, sviraj 8. Da sam ptica 9. Srce gori, jer te voli 10. Srećo moja 11. Ludujem za tobom 12. Najlijepša sam djevojčica bila | 12 aprilie 1983            |
| Silvana 1. Zapjevala sojka ptica 2. Sinoć ja i moja kona 3. Snijeg pade, drumi zapadoše 4. Teško meni jadnoj, u Saraj'vu samoj 5. Zvijezda tjera mjeseca 6. Vrbas voda nosila jablana 7. Kraj potoka bistre vode 8. Moj dilbere 9. Djevojka viče 10. Nad izvorom vrba se nadnela | 11990 (re-lansare în 1996) |
| Hitovi 1. Zvijezda tjera mjeseca 2. Kad ja pođem niz sokak 3. Ljubavi vrati se 4. Kišo, kišo tiho padaj 5. Sinoć ja i moja kona 6. Moj dilbere 7. Zapjevala sojka ptica 8. Snijeg pade, drumi zapadoše 9. Kraj potoka bistre vode 10. Lažni snovi, vječna tuga 11. Što ti je mila kćeri jelek raskopčan 12. Ima dana kada ne znam šta radim 13. Rumena ruža mi procvala 14. Vrbas voda nosila jablana 15. Sejdefu majka buđaše 16. Teško meni jadnoj, u Saraj'vu samoj 17. Otiš'o si bez pozdrava 18. Da sam ptica | 2010                       |

### Alte melodii înregistrate
Aceasta este o listă de melodii înregistrate de Silvana Armenulić care nu au fost lansate pe niciun album. Acestea sunt în principal sevdalinkuri bosniace vechi de secole.
1. Aj, san zaspala
2. Bol boluje mlado momče
3. Bosa Mara Bosnu pregazila
4. Ciganka sam mala
5. Crven Fesić
6. Djevojka je pod đulom zaspala
7. Djevojka viče s visoka brda
8. Đul Zulejha
9. Harmoniko moja
10. Igrali se konji vrani
11. Ko se ono brijegom šeće?
12. Mene moja zaklinjala majka
13. San zaspala
14. Simbil cvijeće
15. Sinoć dođe tuđe momče
16. Svi dilberi, samo moga nema
17. Ti nikad nisi htio znati
18. Vrbas voda nosila jablana

## Filmografie

### Film
- Lov na jelene (cu sensul de "Vânătoare de cerbi", 1972)
- Saniteks (1973); scurt-metraj

Silvana Armenulić a apărut într-un singur lungmetraj, thrillerul dramatic Lov na jelene regizat de Fadil Hadžić care a scris și scenariul. Ea a interpretat rolul cântăreței Seka. Filmul a avut premiera la 10 ianuarie 1972. A fost primul film iugoslav care a înfățișat critic regimul comunist iugoslav și politicile sale oficiale, inclusiv relația sa cu emigrarea politică. Alexander Krosl a interpretat rolul principal, Ivan Susnjar, un fost oficial al Statului Independent al Croației (NDH), care se întoarce în orașul natal după ce a petrecut un sfert de secol în exil, după ce a fugit spre sfârșitul celui de-al Doilea Război Mondial. El ajunge să fie acuzat de implicare în mișcarea Ustașa și de crimele acestora, dar este dezvăluit că motivul real al acuzațiilor este acela că unii dintre foștii partizani locali au dobândit avere prin însușirea bunurilor sale.

### Televiziune
- Ljubav na seoski način („Dragostea în mod rural”, 1970); 4 episoade
- Milorade, kam bek (1970); film TV
- Građani sela Luga („Cetățenii satului Luga”, 1972); 2 episoade
- Koncert za komšije („Concert pentru vecini”, 1972); film TV